# العلاقات الكازاخستانية الكوبية
العلاقات الكازاخستانية الكوبية هي العلاقات الثنائية التي تجمع بين كازاخستان وكوبا.

## مقارنة بين البلدين
هذه مقارنة عامة ومرجعية للدولتين:
| وجه المقارنة                                              | كازاخستان                      | كوبا                              |
| --------------------------------------------------------- | ------------------------------ | --------------------------------- |
| المساحة (كم2)                                             | 2.72 مليون                     | 109.88 ألف                        |
| عدد السكان (نسمة)                                         | 17.95 مليون                    | 11.48 مليون                       |
| الكثافة السكانية (ن./كم²)                                 | 6.6                            | 104.48                            |
| العاصمة                                                   | نور سلطان                      | هافانا                            |
| اللغة الرسمية                                             | اللغة القازاقية، اللغة الروسية | اللغة الإسبانية                   |
| العملة                                                    | تينغ كازاخستاني                | بيزو كوبي، بيزو كوبي قابل للتحويل |
| الناتج المحلي الإجمالي (بليون دولار)                      | 159.41 مليار                   | 87.13 مليار                       |
| الناتج المحلي الإجمالي (تعادل القوة الشرائية) بليون دولار | 439.39 مليار                   |                                   |
| الناتج المحلي الإجمالي الاسمي للفرد دولار أمريكي          | 10.51 ألف                      |                                   |
| الناتج المحلي الإجمالي للفرد دولار أمريكي                 | 24.23 ألف                      |                                   |
| مؤشر التنمية البشرية                                      | 0.788                          | 0.769                             |
| رمز المكالمات الدولي                                      | +7                             | +53                               |
| رمز الإنترنت                                              | .kz، .қаз ‏                     | .cu                               |
| المنطقة الزمنية                                           | ت ع م+05:00، ت ع م+06:00       | 00                                |

## منظمات دولية مشتركة
يشترك البلدان في عضوية مجموعة من المنظمات الدولية، منها:
| علم المنظمة | اسم المنظمة                   | تاريخ انضمام كازاخستان | تاريخ انضمام كوبا |
| ----------- | ----------------------------- | ---------------------- | ----------------- |
|             | يونسكو                        | 22 مايو 1992           | 29 أغسطس 1947     |
|             | الاتحاد البريدي العالمي       | ?                      | ?                 |
|             | منظمة الشرطة الجنائية الدولية | ?                      | ?                 |
|             | الأمم المتحدة                 | 2 مارس 1992            | 24 أكتوبر 1945    |
|             | الاتحاد الدولي للاتصالات      | 23 فبراير 1993         | 16 يناير 1918     |
|             | منظمة حظر الأسلحة الكيميائية  | ?                      | ?                 |

## وصلات خارجية
- موقع وزارة الخارجية الكازاخستانية
- موقع وزارة الخارجية الكوبية